# Uthred
Uthred (auch Uchtryd oder Uchtredus) († vor 14. März 1148) war ein walisischer Geistlicher. Ab 1140 war er Bischof von Llandaff.

## Aufstieg zum Bischof
Die Herkunft von Uthred ist unklar. Der Name Uthred ist ein nordenglischer Name, doch ob Bischof Uthred ein Engländer war, ist nicht gesichert, möglicherweise war er auch ein Waliser. Er wird vermutlich erstmals 1126 erwähnt, als ein Archidiakon Uchtredus von Llandaff in Woodstock eine Einigung zwischen Bischof Urban von Llandaff und Earl Robert of Gloucester bezeugte. 1131 und 1134 begleitete dieser Uchtredus Bischof Urban auf seinen Reisen nach Rom. Nach einer fast sechsjährigen Vakanz der Diözese Llandaff wurde Uthred 1140 neuer Bischof. Wahrscheinlich wurde er von König Stephan als Bischof vorgeschlagen, denn sonst hätte ihn Erzbischof Theobald von Canterbury nicht zum Bischof geweiht. Das Gebiet der Diözese Llandaff befand sich allerdings während des Thronfolgestreits, der sogenannten Anarchy, unter der Kontrolle von Robert of Gloucester, der einer der wichtigsten Verbündeten von Stephans Gegenspielerin Matilda war. Uthred gehörte deshalb auch mehrfach zum Gefolge von Robert of Gloucester.

## Tätigkeit als Bischof
Möglicherweise gehörte Uthred einer Claswr, einer jener walisischen Familien an, in denen auch nach der normannischen Eroberung von Wales das Amt des Priesters vererbt wurde und die im 12. Jahrhundert noch die südwalisische Kirche prägten. Wie viele andere walisische Geistliche seiner Zeit war Uthred verheiratet und hatte Kinder, was von reformorientierten Geistlichen kritisiert wurde. Nach dem Chronisten Gerald of Wales war Uthred schlecht ausgebildet und eine Schande für das Amt des Bischofs, wobei diese Angaben aufgrund der Rivalität zwischen der Diözese St Davids und der Diözese Llandaff zu jener Zeit parteiisch sind. Tatsächlich wurde Uthred aber auch zu einem nicht genau bekannten Zeitpunkt von Erzbischof Theobald suspendiert. Dazu hatte er häufig Streit mit Gilbert Foliot, dem Abt von Gloucester Abbey, der energisch die Interessen seiner Abtei in Wales verteidigte. Andererseits beteuerte Foliot mehrfach seine Freundschaft mit Uthred und bat ihn gelegentlich um Unterstützung. Uthred selbst behauptete ebenfalls seine Rechte als Bischof. Er führte Neuerungen in der Verwaltung seiner Diözese ein und ernannte einen walisischen Geistlichen zum Dekan von Gwent, um dort seine Autorität als Bischof zu stärken. Dazu behielt er sein gutes Verhältnis zu Robert of Gloucester bei. Uthred stärkte seine Stellung, indem er seine Tochter Angharad mit Iorwerth, dem Bruder von König Morgan ab Owain von Caerleon verheiratete. Nach Uthreds Tod versuchte sein Sohn Robert vergeblich, seinen Erbanspruch auf die Diözese Llandaff gegen den neuen Bischof Nicholas ap Gwrgan durchzusetzen.